# Préaux (Mayenne)
Préaux ist eine französische Gemeinde mit 161 Einwohnern (Stand 1. Januar 2022) im Département Mayenne in der Region Pays de la Loire; sie gehört zum Arrondissement Château-Gontier und zum Kanton Meslay-du-Maine. Einwohner der Gemeinde werden Préauxoises genannt.

## Geografie
Der Ort liegt etwa 40 Kilometer von Le Mans entfernt im Tal der Vaige. An der südwestlichen Gemeindegrenze verläuft ihr Nebenfluss Vassé.

## Bevölkerungsentwicklung
| Jahr      | 1962 | 1968 | 1975 | 1982 | 1990 | 1999 | 2009 | 2019 |
| Einwohner | 237  | 189  | 160  | 135  | 130  | 156  | 170  | 163  |

## Sehenswürdigkeiten

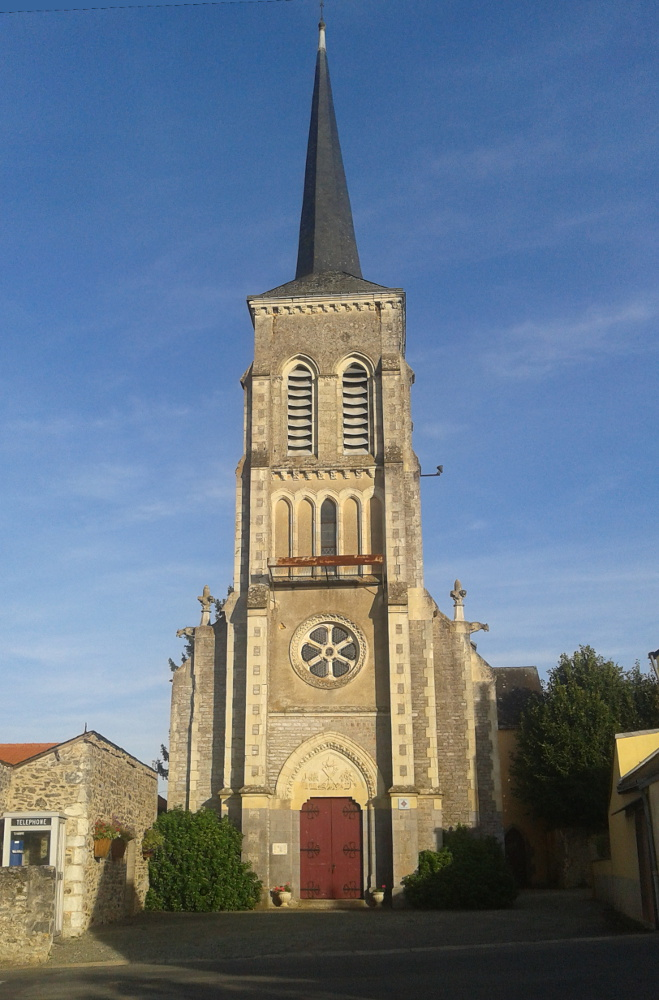
Kirche Saint-Martin

- Kirche Saint-Martin